# Josias Simmler
Josias Simmler, également appelé Josias Simler, Josias Simlerus, Josephus Simmlerus...  est un théologien suisse né le 6 novembre 1530 à Kappel am Albis et mort le 2 juillet 1576 à Zurich.

## Biographie

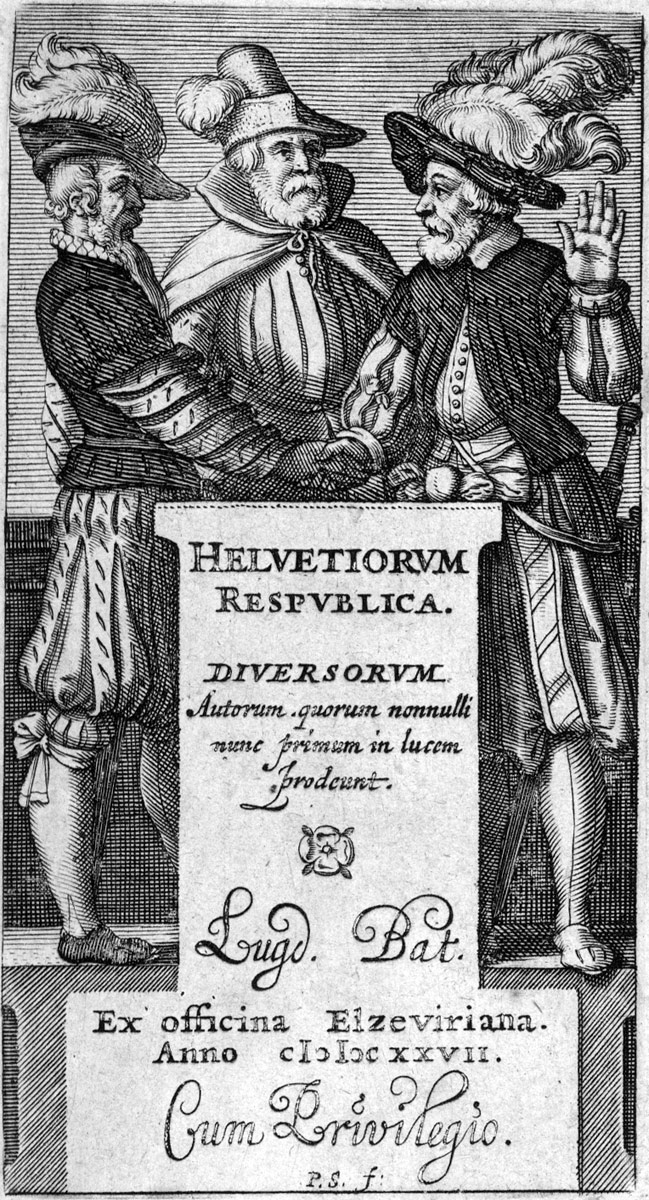
Page de titre de De Helvetiorum republica.

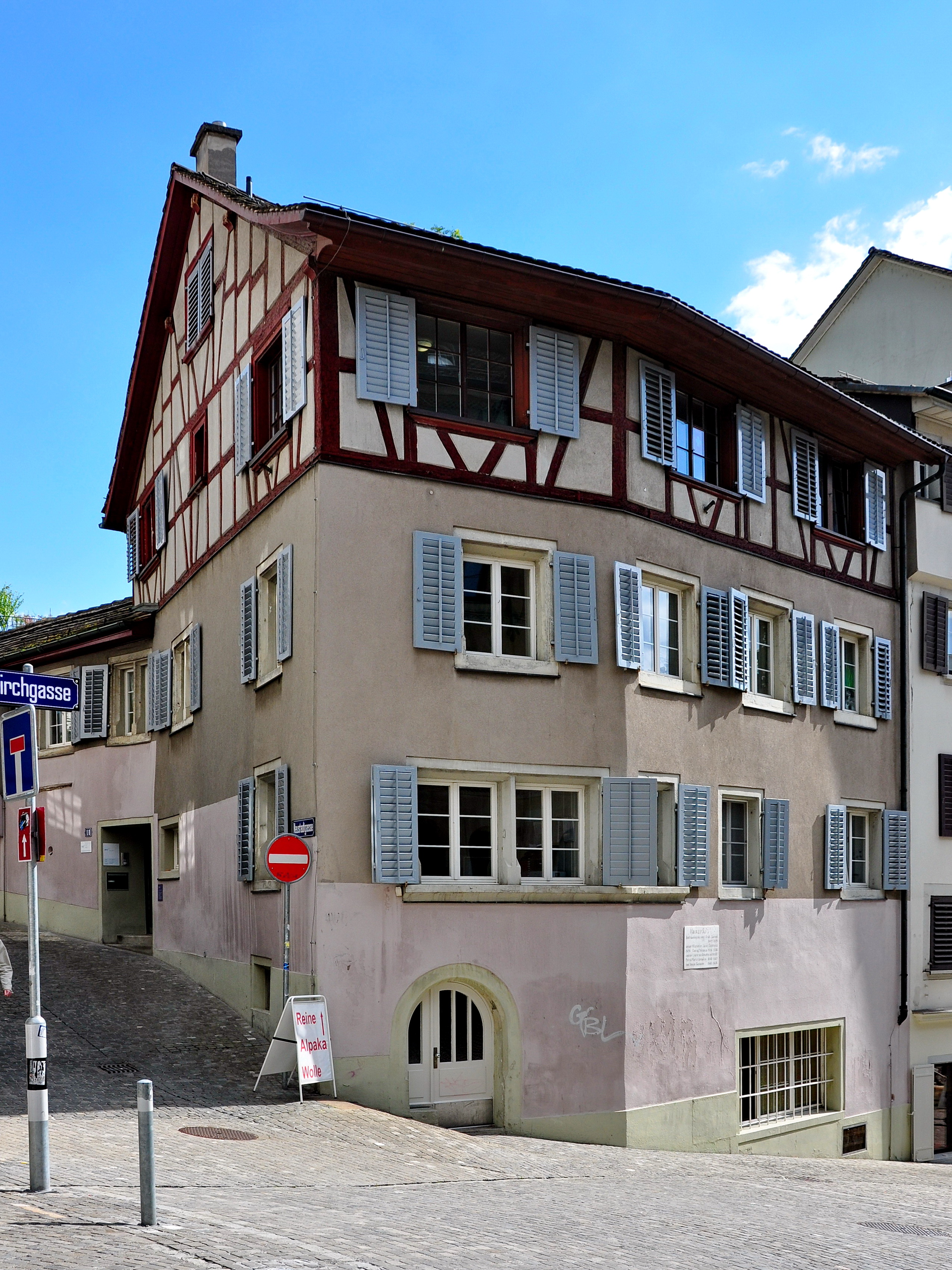
Maison habitée par Simmler entre 1563 et 1576.

Fils d'un pasteur protestant éducateur au couvent de Kappel, il part étudier la théologie dès 1544 à Zurich auprès de son beau-père, le réformateur Heinrich Bullinger, puis aux universités de Bâle et de Strasbourg. Il retourne ensuite à Zurich où il est nommé pasteur dans les villages environnants.
Il est successivement nommé professeur d'exégèse du Nouveau Testament en 1552, puis de théologie en 1560 à l'Université de Zurich. Dans le cadre de son travail, il publie en 1555 une nouvelle version de la Bibliotheca universalis commencée par Conrad Gessner qui liste l'ensemble des auteurs ayant publié des textes en grec, latin ou hébreu. En 1559, il fait une première attaque de goutte, maladie qui le tuera quelques années plus tard.
Dès 1551, il développe l'idée de faire mieux connaitre son pays d'origine, en particulier en traduisant en latin plusieurs passages de la chronique illustrée de Johannes Stumpf. À la suite de ce travail, il publie une monographie sur le canton du Valais, appelée Vallesiae et Alpium descriptio et introduite par une description générale du massif des Alpes. Cette introduction, appelée De Alpibus commentarius et reprenant l'ensemble des textes écrits par des auteurs tant classiques que modernes sur le sujet, est le premier ouvrage exclusivement dédié au Alpes et contient l'ensemble des connaissances du XVIe siècle sur le sujet ; son ouvrage est republié à plusieurs reprises dans les années suivantes ; une traduction en français, accompagnée de notes et d'annexes, en est par la suite éditée à Grenoble en 1904.
Parmi ses autres publications, il fait paraître peu de temps avant sa mort un nouvel ouvrage intitulé De Helvetiorum republica.

## Sources
- Josiae Simleri, Vallesiae et Alpium descriptio. Lugduni Batavorum. Ex Officina Elzeviriana Anno 1633 (édition en latin, 378 p.)
- (en) « Josias Simmler », dans Encyclopædia Britannica [détail de l’édition], 1911 (lire sur Wikisource).

- (en) Cet article est partiellement ou en totalité issu de l’article de Wikipédia en anglais intitulé « Josias Simmler » (voir la liste des auteurs).
- (de) Hans Ulrich Bächtold, « SIMLER (Simmler), Josias », Biographisch-Bibliographischen Kirchenlexion, vol. XIV,‎ 1999 (lire en ligne)